# Palazzo Sangiorgi
Palazzo Sangiorgi è un edificio storico sito a Forlì, costituito da due immobili distinti, separati da un cortile interno. Il primo si affaccia su Corso Garibaldi, il secondo edificio, interno, costeggia l'adiacente vicolo Gaddi. Un secondo cortile è collocato nel retro dell'edificio interno.
La mancanza di qualsiasi tipo di documentazione concernente palazzo Sangiorgi ha contribuito per lungo tempo a mantenere oscura l'esatta destinazione originaria di questo palazzo. La regolarità delle aperture esterne e l'elegante facciata hanno fatto credere a lungo che si trattasse di un palazzo nobiliare.
Opere di ristrutturazione svolte negli anni ottanta, tuttavia, hanno riportato alla luce segni che avvalorano un'ipotesi del tutto diversa e più plausibile. Nella sala dell'edificio interno, in particolare, è stata scoperta l'esistenza di un pavimento in ciottoli sotto quello in pianelle. Lungo le mura perimetrali sono state rinvenute poste per la stabulazione degli animali. Infine, la zona centrale della sala è caratterizzata da una depressione e dalla presenza di un canale di scolo che si dirige verso uno scarico posto in cortile.
Questi elementi hanno portato alla conclusione che palazzo Sangiorgi fosse una dipendenza di Palazzo Gaddi usata in parte per ospitare le scuderie, in parte come magazzino o fienile oltre che, probabilmente, come dimora dei fattori dei signori Gaddi.
Dal settembre 1988 palazzo Sangiorgi è la sede dell'istituto musicale "Angelo Masini" e, più di recente, del Liceo Musicale Statale di Forlì e dell'Orchestra "Bruno Maderna".

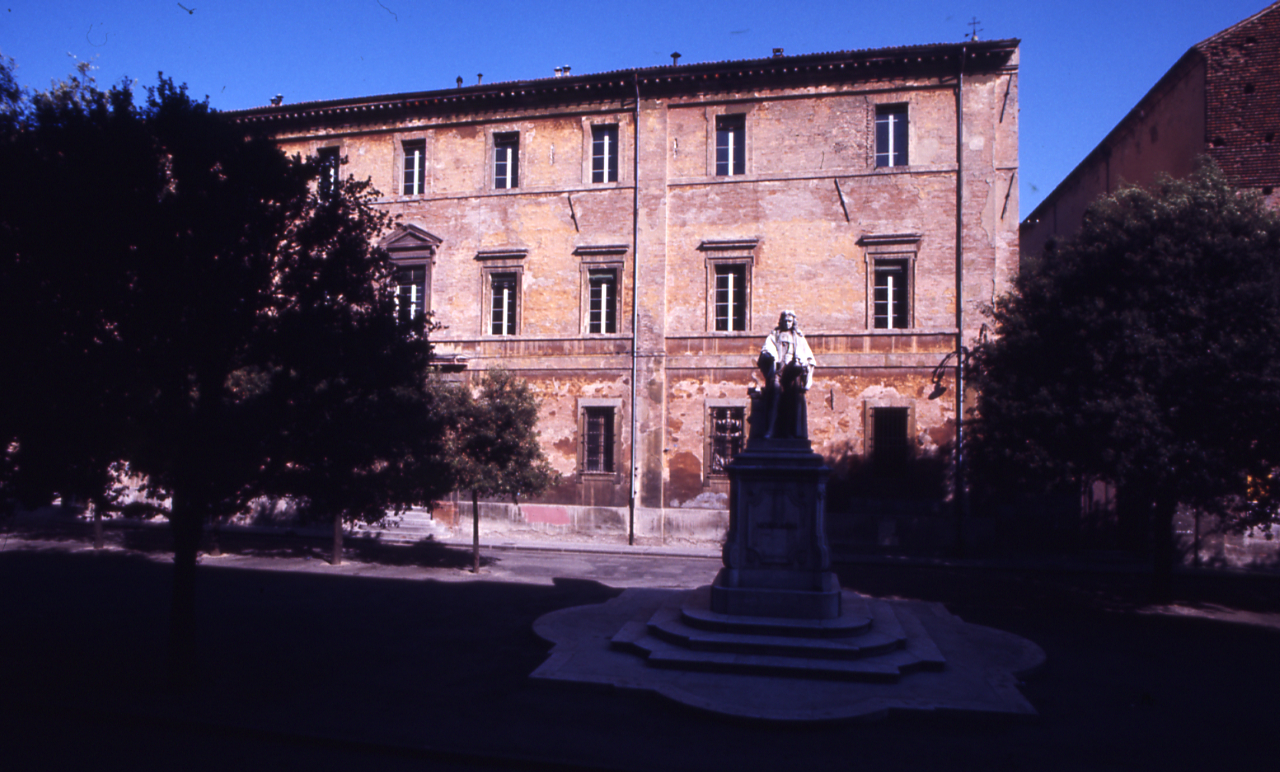
Foto di Paolo Monti, 1971
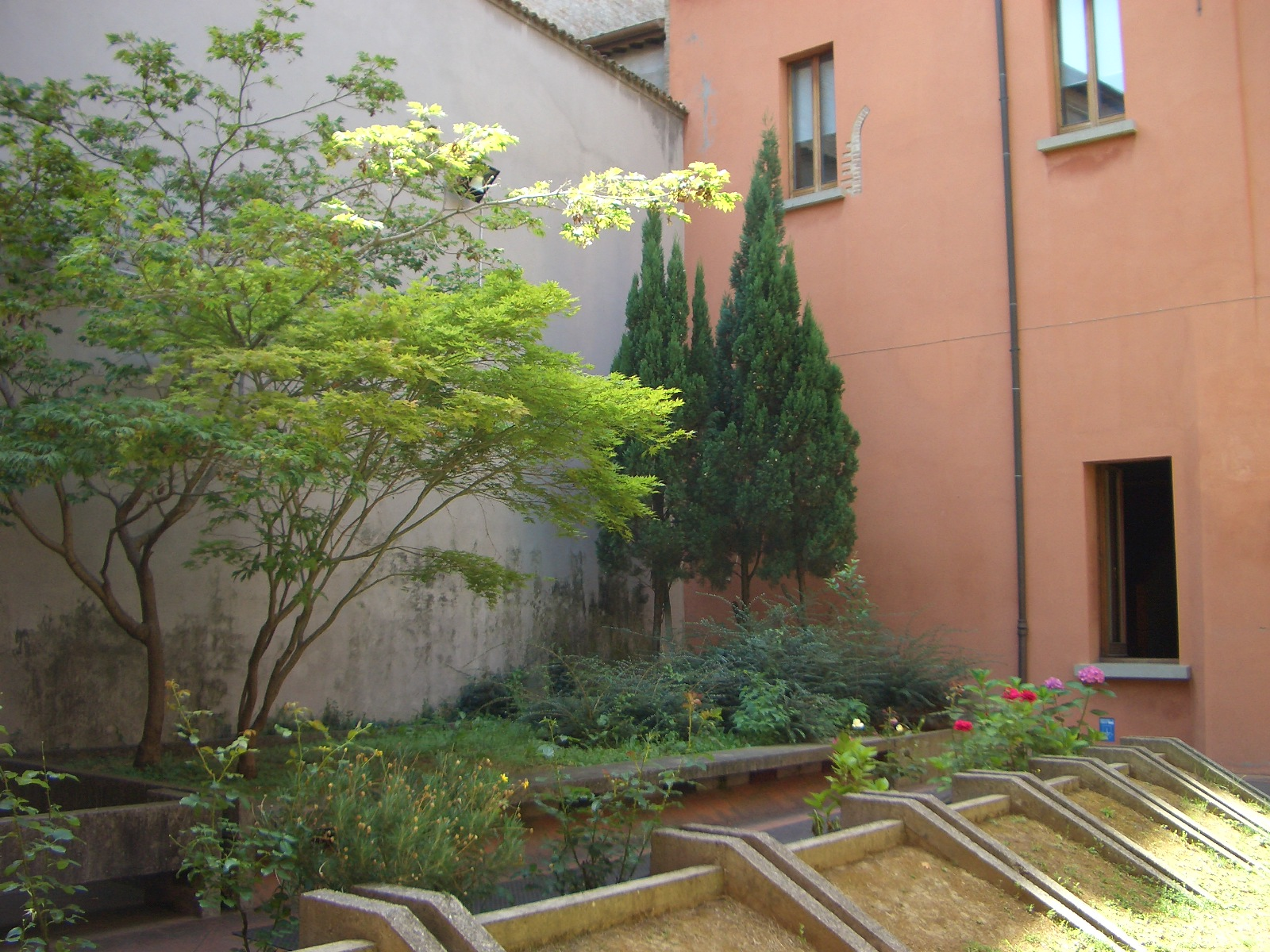
Palazzo Sangiorgi a Forlì. Corte interna
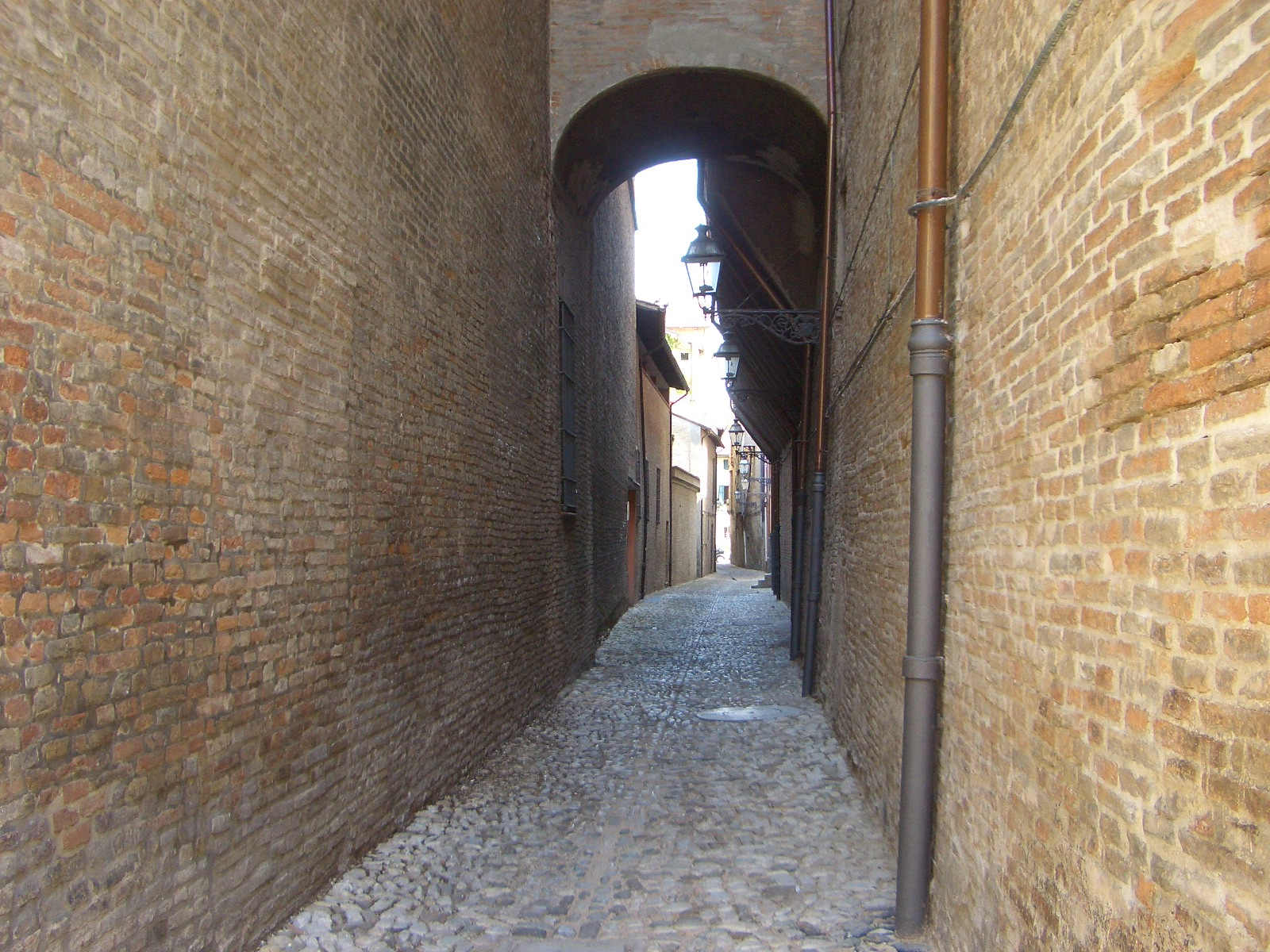
Vicolo Gaddi a Forlì, adiacente a Palazzo Sangiorgi